# فلات‌قاره نروژ
فلات‌قاره نروژ (به انگلیسی: Norwegian continental shelf) یک فلات‌قاره سرشار از منابع نفت و گاز در دریای شمال است که تحت حاکمیت و مالکیت کشور نروژ قرار دارد .
مساحت این فلات‌قاره ۴ برابر مساحت نروژ در خشکی است و تقریباً یک سوم مساحت کل فلات‌قاره اروپا را تشکیل می دهد.

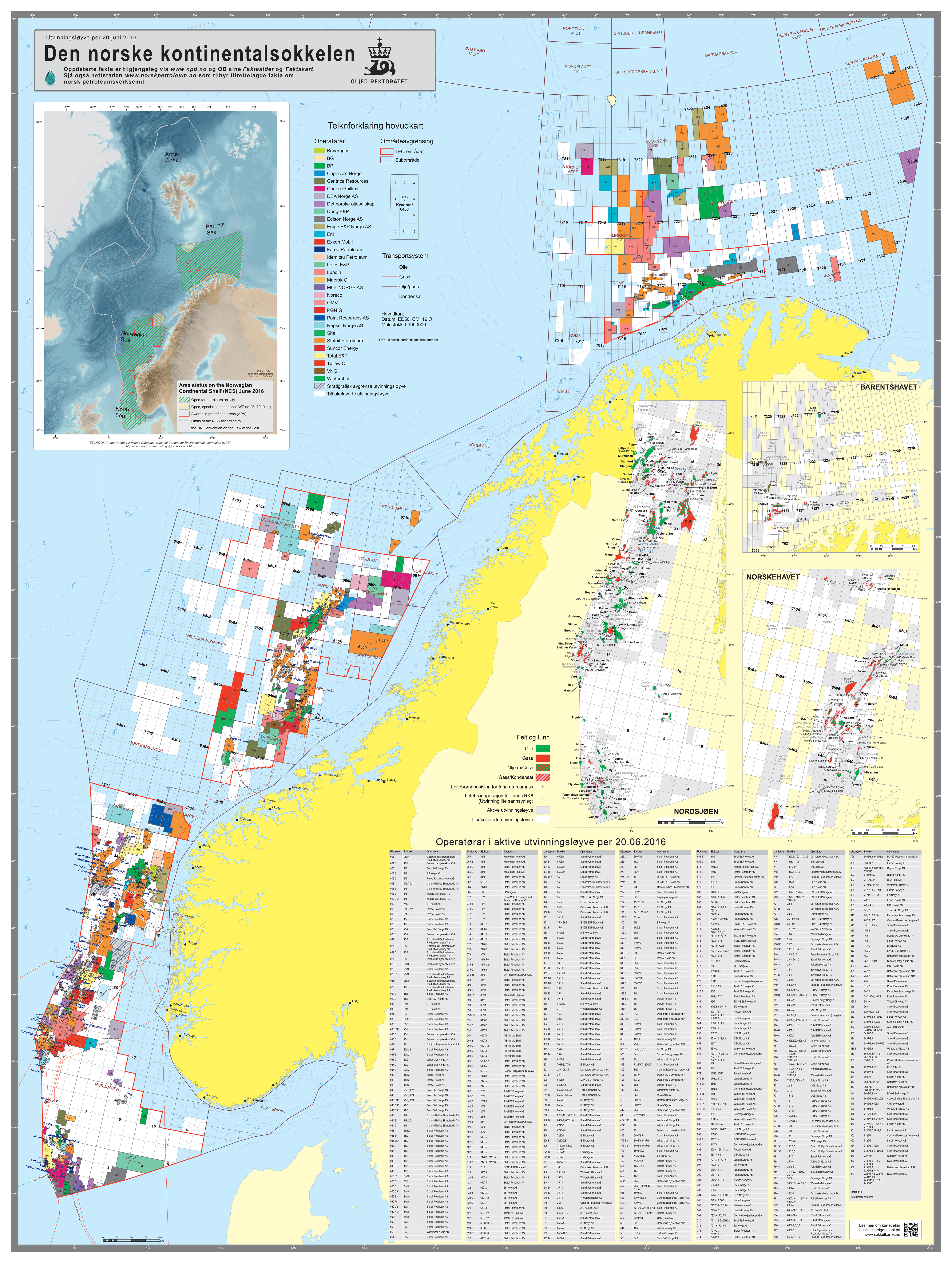
در این نقشه مناطق عملیاتی، شرکت های فعال و مناطق دارای مجوز اکتشاف در فلات‌قاره نروژ دیده می‌شوند

## حقوق بین‌المللی
مالکیت و حقوق قانونی بهره برداری از این فلات‌قاره برای کشور نروژ به میزان ۲۰۰ گره دریایی از خشکی سرزمین نروژ توسط کمیسیون ملل متحد در مورد حقوق دریاها به رسمیت شناخته شده است. موافقت اولیه برای این مساحت تحت مالکیت نروژ در سال ۲۰۰۹ حاصل شد.